# Peter Kee
Peter Kee (Zaandam, 24 maart 1962) is een Nederlands politiek verslaggever, commentator, politiek redacteur bij verschillende praatprogramma's en voormalig sportverslaggever.

## Levensloop
Kee groeide op als zoon van een kruidenier. Al vroeg wist hij dat hij journalist wilde worden, maar behaalde toch eerst een lerarenakte maatschappijleer. Deze heeft hij nooit in de praktijk toegepast. Aan de Universiteit van Amsterdam studeerde hij politicologie. Zijn loopbaan begon hij als sportverslaggever bij Het Parool, ELF en Voetbal International.
In 1995 maakte hij de overstap naar de radio toen hij voor Spijkers met Koppen ging werken. In 1997 volgde de overstap naar de televisiewereld als eindredacteur van Laat de Leeuw. Daarna vervulde hij die rol bij De Leugen Regeert (2000-2009). Voor de VARA was hij ook politiek redacteur bij Pauw & Witteman en Pauw. Over het werk achter de schermen bij Pauw & Witteman publiceerde hij in 2012 het boek Het briefje van Bleker. Voor BNNVARA was hij politiek redacteur voor Op1. Vanwege het falend leiderschap vanuit de verschillende omroepen die voor dit programma verantwoordelijk zijn stopte Kee in juli 2023 met dit programma, drie dagen voordat zijn omroep uit dit samenwerkingsverband stapte.
De response van de regering op de coronacrisis in Nederland is door Kee en Thijs Broer in hun boek Code Rood in kaart gebracht, waarbij ze toegang hadden tot veel sleutelfiguren in de politieke top.
Kee is getrouwd en vader van drie zonen, waaronder een tweeling.

### Radio en podcasts
Kee is te horen bij de volgende politieke radioprogramma's:
- Kee & Van Jole(2017-heden), samen met Francisco van Jole
- De Week van Kee (2017-2022)
- Code Rood (2022-2022)